# Carolina Jiménez Butigieg
Carolina Jiménez Butigieg (Madrid, siglo XX-?) fue una matemática española. Fue la primera licenciada por la Sección de Matemáticas de la Universidad de Zaragoza (Unizar), en 1930. Fue primera consultora y vicesuperiora general del Gobierno General de la Compañía de Santa Teresa de Jesús. En 2021, fue reconocida como Pionera Ilustrada de la Universidad de Zaragoza. 

## Trayectoria
Nació en Madrid. Era hija de Manuel Jiménez y García, jefe de Negociado del Tribunal de Cuentas del Reino. Se conocen pocos datos sobre su biografía y no se conserva ninguna documentación en el Archivo Histórico de la Universidad de Zaragoza que aporte más detalles. En 1930, se licenció en matemáticas por la Universidad de Zaragoza, en una época en la que solo había sección de ciencias exactas (Físicas, Químicas y Naturales) en Madrid, Barcelona y Zaragoza.
Jiménez ingresó en la Compañía de Santa Teresa de Jesús y fue Madre Provincial en 1957. Desde esa fecha y hasta 1969, ocupó los puestos de primera consultora y vicesuperiora general del Gobierno General de la Compañía. Su obediencia a la congregación fue la que promovió en Jiménez que estudiase matemáticas con el fin de enseñar a otras niñas.
Las mujeres licenciadas en Ciencias en España hasta 1960, fueron en total 41. Entre ellas se observó un alto índice de religiosas y, de forma mayoritaria, la salida profesional era hacia la enseñanza privada. Después de la primera licenciada en Ciencias Químicas, Donaciana Cano en 1919, las primeras licenciadas en Matemáticas y Físicas fueron Jiménez en 1930 y Carmen Rius Gelabert en 1932, respectivamente.

## Reconocimientos
En 2021, Jiménez fue incluida en el proyecto Pioneras Ilustradas de la Universidad de Zaragoza. Esta iniciativa se puso en marcha con quince ilustradoras aragonesas o afincadas en Aragón, que pusieron rostro a las primeras quince pioneras de dicha universidad. La exposición Mujeres Pioneras Ilustres, que se llevó a cabo desde el 21 de diciembre de 2021 al 4 de abril de 2022 en el Paraninfo de la Universidad de Zaragoza, reza así en una de sus ilustres mujeres: Carolina Jiménez Butigieg, bajo la autoría de la ilustradora Ester Laguna.